# Baryplegma breviradiata
Baryplegma breviradiata är en tvåvingeart som först beskrevs av Friedrich Georg Hendel 1914.  Baryplegma breviradiata ingår i släktet Baryplegma och familjen borrflugor.
Artens utbredningsområde är Peru. Inga underarter finns listade.